# 堤梁式桥

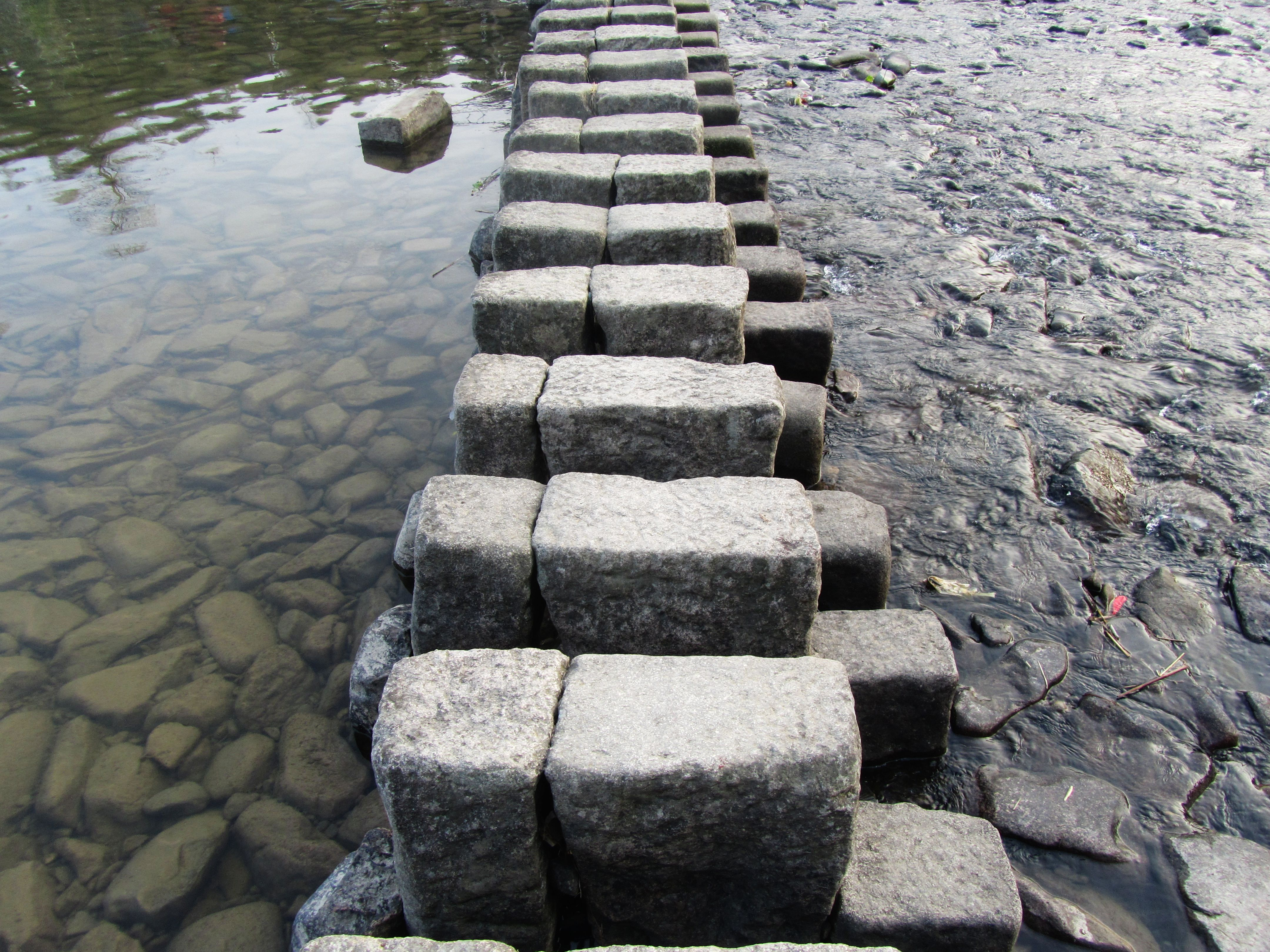
泰顺县泗溪镇南山矴步，位于北涧桥与泗溪桥之间。

堤梁式桥又名步桥，为桥梁发展史上的一种早期形式，原始社会即已出现。此类桥梁多用于水浅、洪水季节较短和交通量不大的溪涧小河，在水中培土或垒石成堤、步涉而行，为防止堵水，可在堤下留以过水洞，或筑成断续土（石）堤，后者逐渐发展为以毗连相间的石磴为主要形式的矴步桥，现状在一些偏僻山区仍然使用。